# 노체라인페리오레
노체라인페리오레(이탈리아어: Nocera Inferiore)는 이탈리아 캄파니아주 살레르노도에 위치한 코무네다.

## 지역 출신 유명인
- 미노 라이올라 (축구 에이전트)
- 프란체스코 솔리메나 (후기 바로크 양식에 큰 영향을 준 화가 겸 건축가)
- 야코포 산나차로 (유명한 인문주의자, 시인 에피그램주의자)
- 앙주의 산 루도비코 (교황 요한 22세에 의해 1317년 4월 7일에 성인으로 공표됨)
- 시모네 바로네 (월드컵 우승 멤버)

## 같이 보기
- ASG 노체리나